# Helastia
Helastia là một chi bướm đêm thuộc họ Geometridae.

## Các loài
- Helastia alba
- Helastia angusta
- Helastia christinae
- Helastia cinerearia
- Helastia clandestina
- Helastia corcularia
- Helastia cryptica
- Helastia cymozeucta
- Helastia expolita
- Helastia farinata
- Helastia mutabilis
- Helastia ohauensis
- Helastia plumbea
- Helastia salmoni
- Helastia scissa
- Helastia semisignata
- Helastia siris
- Helastia triphragma